# Gornji Garevci
Gornji Garevci su naseljeno mjesto u sastavu općine Prijedor, Republika Srpska, BiH.

## Stanovništvo
| Gornji Garevci     |              |
| godina popisa      | 1991.        |
| Srbi               | 117 (90,00%) |
| Hrvati             | 1 (0,77%)    |
| Muslimani          | 5 (3,84%)    |
| Jugoslaveni        | 6 (4,62%)    |
| ostali i nepoznato | 1 (0,77%)    |
| ukupno             | 130          |